# كندور الأنديز
كندور الأنديز (يُكتب أحيانًا أيضًا كوندور الآنديز) أو الكندور الأنديزي هو نوع من طيور قارة أمريكا الجنوبية ينتمي إلى فصيلة نسور العالم الجديد، وهو يعد أكبر الطيور في العالم على الإطلاق من حيث باع جناحيه (المسافة بين طرفي الجناحَيْن) البالغ 3.2 أمتار. وبسبب هذه الضخامة، فإنَّ جناحيه يحتاجان بعض العون لرفع جسمه في الهواء، لذا تُفضل هذه الطيور أن تسكن المناطق عاتية الرياح حيث تستطيع الانزلاق فوق الهواء بأقل جهد ممكن. تقطن هذه النسور جبال الأنديز والسواحل المشرفة على المحيط الهادئ في غرب أمريكا الجنوبية، ويُمكنُ أن تتواجد أيضًا في الصحاري ذات التيَّارات الهوائية الساخنة. وهي النوع الوحيد في جنس فولتور (أي النسر).
كندور الأنديز هو طائر أسود كبير، يطوق أسفل عنقه ريش أبيض، كما تغطي أسفل جناحيه خطوط بيضاء كبيرة. رأسه وعنقه أصلعان تقريباً، ولونهما أحمر باهت، ويمكن للطائر أن يغير لونهما خلال استعراضات التزاوج أو إخافة الخصم. ولدى ذكور كندور الأنديز عرف كبير لونه أحمر داكن على الرأس. وعلى عكس الحال عند معظم الطيور الجارحة فإن الذكور أكبر حجماً من الإناث. تُحلق هذه الطيور بجلال لساعاتٍ وساعات، وأجنحتها منشورة مُقارعةً أعتى تيارات الرياح، التي تعول حول ذُرى الأنديز، وتعصف فوق طرف أمريكا الجنوبية.
كندور الأنديز حيوان قمام في الأساس، حيث يتغذى على الجيف، وهو يفضل الكبيرة منها كجيف الأيائل أو الأبقار. وقد تجتمع زمر منه حول الذبائح الكبيرة فتُمعن فيها تمزيقًا ثم تفسح المجال بعد امتلاء بطونها للنسور والقمَّامات الأصغر حجمًا والأقل شأنًا. وأحيانًا تُهاجم الحيوانات المريضة أو المحتضرة وتفتك بها، كما ترتاد بانتظام المستعمرات الواسعة للطيور البحرية على امتداد ساحل البيرو حيث تسطو بحريَّة على بيضها.
يصل الطائر مرحلة النضج الجنسي في سنته الخامسة أو السادسة، ويبني أعشاشه على ارتفاع 5,000 متر عن مستوى البحر، وعادة على حواف الصخور الوعرة. عادة ما يضع إما بيضة أو بيضتين. وهو أحد أطول طيور العالم عمراً، حيث قد يُعَمِّر حتى 100 سنة في الأسر، على أنَّ الطيور المُعمرة تبلغ عادةً العقد السابع من العمر قبل أن تنفق. يُقابلُ هذا العمر المديد مُعدل تفريخ بطيء، إذ أنَّ الطيور لا تبلغ إلا متأخرة، كما يُنتجُ الزوجان بيضةً واحدة كل عامين، ويعتنيان بفرخهما الوحيد طيلة عامٍ كامل، لذا فإن نسور الكندور عرضة لأي تأثير من شأنه أن يُهدد بقائها.
يعد كندور الأنديز رمزاً وطنياً في البيرو والأرجنتين وبوليفيا وتشيلي وكولومبيا والإكوادور، وله دور هام وجوهري في فلكلور وأساطير بلدان منطقة الأنديز. يصنف الاتحاد العالمي للحفاظ على الطبيعة كندور الأنديز كنوع قريب من الخطر، إذ أنه مهدد بتدمير بيئته الطبيعية والتسمم الثانوي من التغذي على جيف الحيوانات التي يقتلها الصيادون. وتجري حالياً برامج إعادة استقدام له في عدة بلدان لإنقاذه. على الرغم من أن نسور الكندور هذه قد أصبحت نادرة في أنحاء كثيرة من موطنها، فهي لا تزال كثيرة العدد في أصقاع أخرى.

## التصنيف

### تأثيل
كان من وصف كندور الأنديز للمرة الأولى هو الأحيائي كارلوس لينايوس في سنة 1758 في الطبعة العاشرة من كتابه «نظام الطبيعة»، ومنحه اسمه الثنائي الأصلي «فولتور غريفوس» (باللاتينية: Vultur gryphus). يسمى كندور الأنديز أحياناً الكندور الأرجنتيني أو البوليفي أو التشيلي أو الكولومبي أو الإكوادوري أو البيروي، وفقاً لكل من البلدان التي يقطنها. اسم الجنس «فولتور» مأخوذ مباشرة من الكلمة اللاتينية "vultur" أو "voltur" التي تعني نسر. وأما اسم النوع «غريفوس» فهو مشتق من الكلمة اليونانية "γρυπός" (غروبوس، أي ذو الأنف المعقوف). وأما كلمة كندور نفسها فهي مشتقة من الكلمة الكتشوية كونتور.

### الجدال التصنيفي
لا زال الموضع التصنيفي الدقيق لكندور الأنديز وأنواع نسور العالم الجديد الستة الأخرى غير واضح. فمع أن نسور العالم القديم والجديد متشابهة كثيراً في المظهر والنمط الحياتي، فإن كلا منها تطورت من أسلاف مختلفين وفي أجزاء مختلفة من العالم، وهي ليست وثيقة الصلة ببعضها البعض. مدى الاختلاف بين الفصيلتين هو موضوع جدل كبير حالياً. وقد ذهب بعض المؤلفين القديمين نسبياً إلى أن نسور العالم الجديد أوثق صلة باللقلق منها بنسور العالم القديم، فيما يذهب بعض المؤلفين الحديثين إلى جمع الفصيلتين معاً في رتبة صقريات الشكل، بينما يميل آخرون إلى منحهم رتبة منفصلة هي رتبة نسور العالم الجديد. فصلت لجنة التصنيف جنوبية الأمريكية نسور العالم الجديد عن رتبة اللقلقيات وصنفتها بدلاً من ذلك كصنف غير محدد، لكنها أشارت إلى أنه من الممكن مستقبلاً نقلها إلى رتبة صقريات الشكل أو نسور العالم الجديد.

### المستحاثات
يعد كندور الأنديز النوع الوحيد الحي حالياً من جنس فولتور. وعلى عكس كندور كاليفورنيا الذي اكتشفت له أحافير كثيرة، فإن سجل الأحافير المعروف حتى الآن لكندور الأنديز شحيح جداً. وقد افترض قبلاً وجود نوع بليو-بلستوسيني من نسور أمريكا الجنوبية، غير أنه تبين لاحقاً أنه لم يكن مختلفاً عن الأنواع التي تعيش اليوم منها. لكن على الرغم من ذلك فيوجد نوع واحد فقط لم يعثر له سوى على عظام صغيرة اكتشفت في رسوبيات بليوسينية بقسم تاريخا في بوليفيا، قد يكون نوعاً شبيهاً بكندور الأنديز لكن أصغر قليلاً منه، وهو يسمى «فولتور. غريفوس باتوس» (باللاتينية: V. gryphus patruus).

## الوصف

### القد

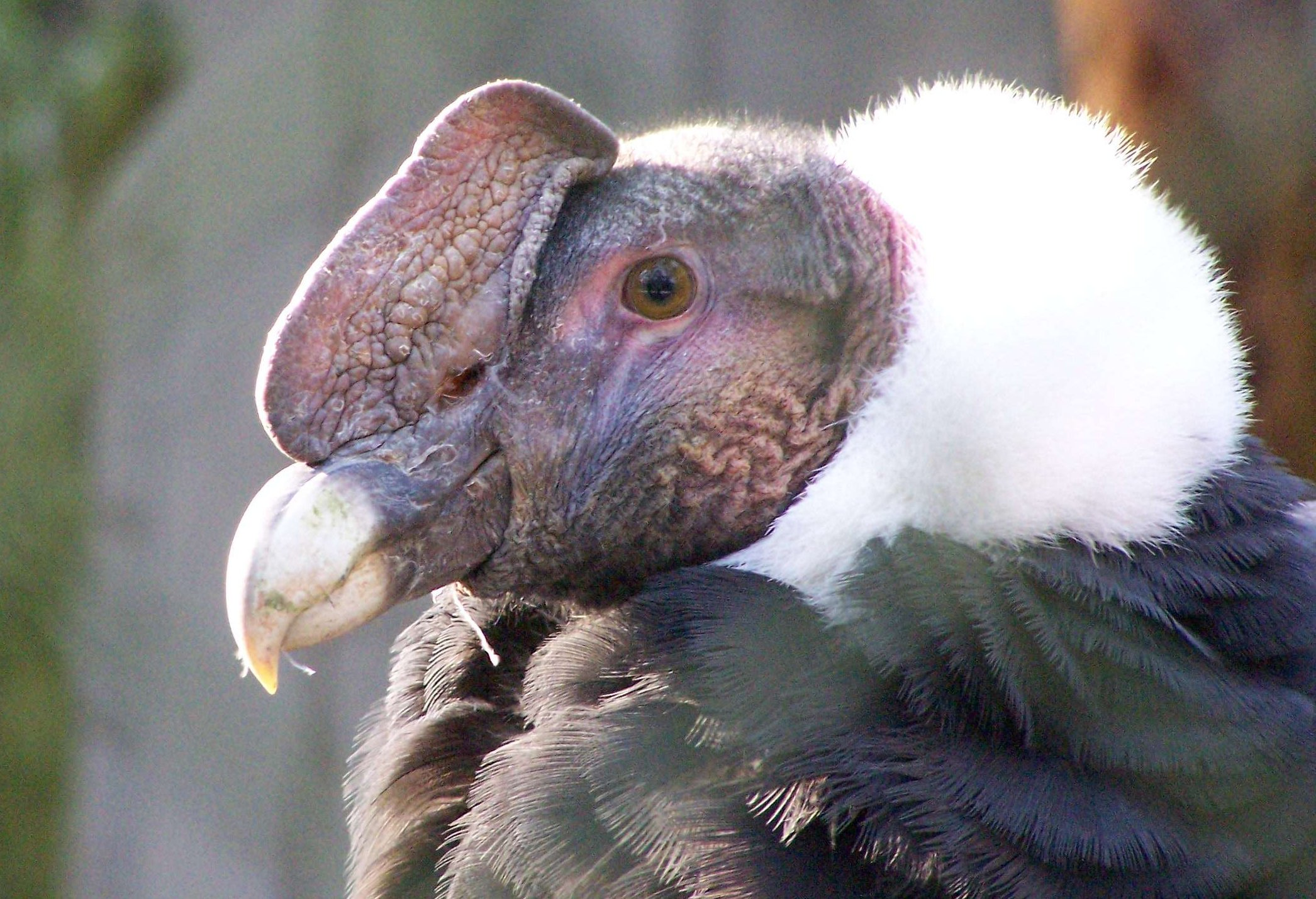
زائدة لحمية حمراء داكنة أعلى رأس الذكر البالغ.

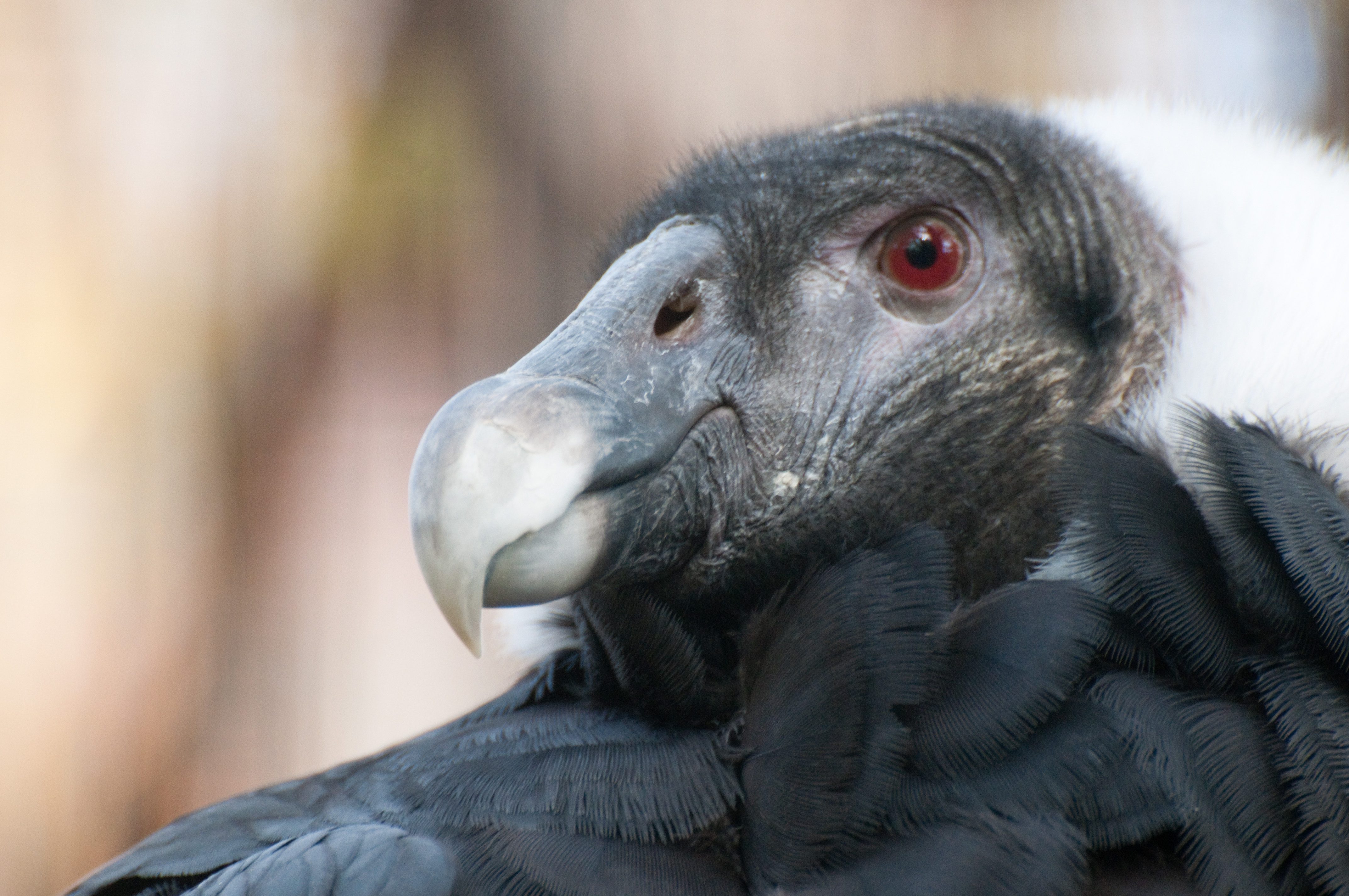
أنثى بالغة في منتزه فرانكلين، بالولايات المتحدة.

يفوق كندور الأنديز في باع جناحيه الذي يتراوح من 270 إلى 320 سنتيمتراً باع جناح كندور كاليفورنيا، مع أن الثاني أطول منه بحوالي سبعة أو ثمانية سنتيمترات بمجمل طول الجسد (من طرف الذيل إلى طرف المنقار). كما أن كندور الأنديز أثقل بمتوسط الوزن من كندور كاليفورنيا، حيث يتراوح وزن ذكوره من 11 إلى 15 كيلوغراماً وإناثه من 8 كيلوغرامات إلى 11 كيلوغراماً، وأما طوله الكلي فيتراوح من 100 إلى 130 سنتيمتراً. غير أن أغلب هذه القياسات تؤخذ عادة من طيور مقيمة في الأسر. يبلغ متوسط وزن هذا الطائر 11.3 كيلوغرامات، مما يجعله ثاني أثقل طير قادر على الطيران بمتوسط الوزن بعد البجع الدالماسي مباشرة، وأكبر طائر قادر على الطيران في العالم، إذا ما قيس الحجم وفقاً لمتوسط الوزن وباع الجناحين (مع أن وزن ذكور الحباري يمكن أن يبلغ أكثر من وزنه).

### الكِسوة
ريش طيور كندور الأنديز البالغة أسود بالكامل، ما عدى بعض الريش الأبيض الذي يطوق أسفل الرقبة، بالإضافة إلى خطوط كبيرة من الريش الأبيض على الأجنحة، لا تظهر إلا بعد أن يتم الطائر انسلاخه الأول، وتكون أوضح عند الذكور منها عند الإناث. لون الرأس والرقبة يتراوح من الأحمر إلى الأحمر المسودّ، ولا يغطيهما أي ريش تقريباً. وعادة ما يحرص الطائر على أن يبقيا نظيفين، إذ أن صلعهما هو من الأساس تكيف هدفه الحفاظ على نظافتهما، مما يعقّم الجلد ويعالج آثار تجفافه وتعرضه للأشعة فوق البنفسجية كما يحدث عند الارتفاعات العالية. العرف عند كندور الأنديز مسطّح، ويكون لونه عند الذكور أحمر داكناً. لون طيور كندور الأنديز اليافعة بني مائل إلى الرمادي بشكل عام، وأما جلد الرأس والرقبة فمسود، وسطح الرأس بني.

### الهيئة الخارجية
إصبع قدم كندور الأنديز الأوسط طويل جداً، فيما أن إصبع قدمه الخلفي قصير للغاية، وعموماً فإن كل مخالب أصابعه مستقيمة وثخينة. ويجعل هذا أقدامه أكثر تكيفاً للمشي، ولا يعطيها أي فائدة كأسلحة للقتال كما هي الحال عند نسور العالم القديم. المنقار معقوف، ومتكيف لمزيق الجيف. لون قزحية ذكور كندور الأنديز بني، وأما الإناث فأحمر، وليست على جفون أي من الجنسين أي رموش. وعلى عكس مثنوية الشكل الجنسية السائدة بين الطيور الجارحة، فإن إناث كندور الأنديز أصغر من الذكور.

## الانتشار

### الموطن

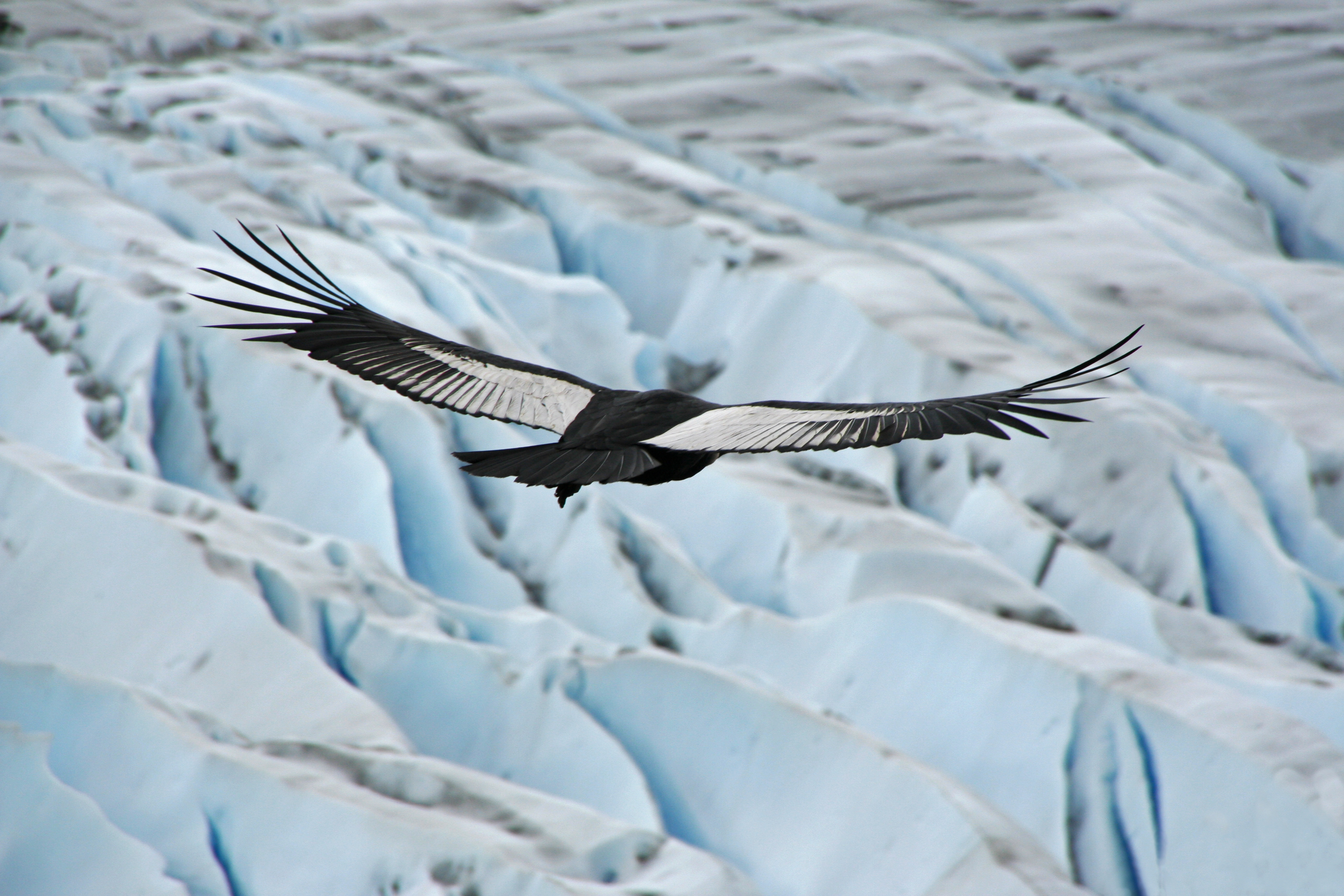
كندور أنديزي يُحلِّق في منتزه كورديليرا ديل باين في التشيلي.

يوجد طائر كندور الإنديز في أمريكا الجنوبية في جبال الأنديز، بما فيها سلسلة جبال سانتا مارتا. وفي الشمال يبدأ نطاق تواجدها من فنزويلا وكولومبيا، حيث تندر تلك الطيور في تلك المناطق، ويزداد تواجد كندور الإنديز على طول سلسلة جبال الإنديز في الإكوادور وبيرو وتشيلي، ماراً ببوليفيا وغرب الأرجنتين وحتى أرض النار في أقصى جنوب أمريكا الجنوبية. وجد طائر كوندور الإنديز في بدايات القرن التاسع عشر في غرب فنزويلا وحتى أرض النار جنوب أمريكا الجنوبية وعلى طول سلسلة جبال الإنديز، إلا أن نطاق تواجد هذا النوع من الطيور انحسر كثيراً بسبب النشاط الإنساني.

### الموائل الطبيعية
من عادات هذا النوع التواجد في المراعي المفتوحة والمناطق الجبلية المرتفعة حتى علو 7,500 متر، ويفضل هذا النوع من الطيور المناطق المفتوحة والخالية من كثافة الأشجار، والتي تسمح لها باكتشاف الجيف أثناء الطيران في الهواء، مثل مناطق البارامو أو المناطق الصخرية أو الجبلية بشكل عام. يتواجد كندور الإنديز أحياناً في الأراضي المنخفضة في شرق بوليفيا وجنوب غرب البرازيل، وينحدر إلى الصحاري المنخفضة في تشيلي وبيرو، وكذلك يوجد في غابات الزان الجنوبية في باتاغونيا.

## البيئة والسلوك

### الطيران

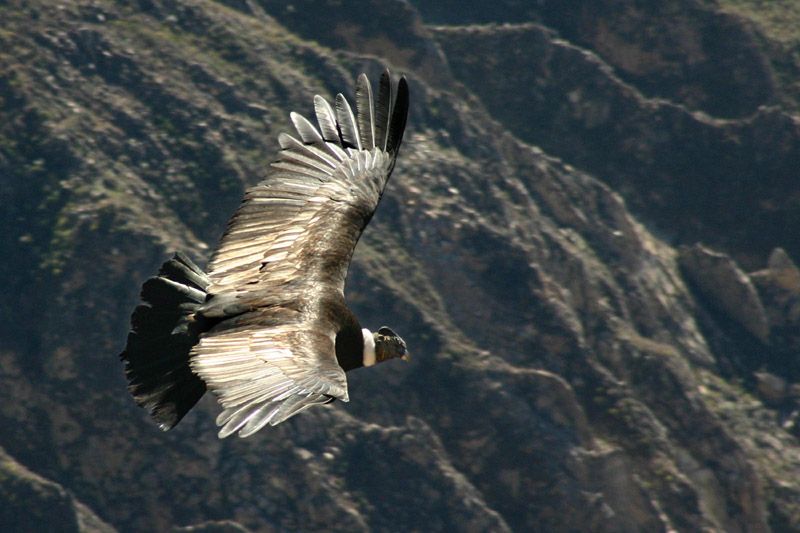
يحلق فوق وادي كولكا جنوب البيرو.

يرتفع الكندور وأجنحته منبسطة أفقيا وريش الطيران متجه نحو الأعلى صعودا عند أطرافه. عدم وجود عظم القص واسع لترتكز عليه عضلات كبيرة للطيران يجعله من الناحية الفسيولوجية طائر محلق من المقام الأول. للإقلاع مرتفعا من الأرض، يضرب الطائر بجناحيه إلى غاية الوصول إلى ارتفاع معتدل. عندها يشرع في التحليق بأجنحة مبسوطة نادرا ما يخفقها، معتمدا على التيارات الدافئة للبقاء عاليا. أفاد تشارلز داروين أنه شاهد هذه الطيور وهي تُحلِّق طيلة نصف ساعة دون خفق أجنحتها مرة واحدة. يُلاحظ أن الكندورات الأنديزيَّة تفضل أن تجثم في أماكن عالية تسمح لها بالانطلاق من دون جهد كبير لخفق أجنحتها، وغالبا ما تُرى محلقةً بالقرب من المنحدرات الصخرية، مستفيدةً من التيارات الدافئة لمساعدتها على الارتفاع في الجو.

### التبريد
مثل غيره من نسور العالم الجديد، يقوم كندور الأنديز بتصرف غريب لتبريد أرجله يسمى بالتبريد بالفضلات، فهو يقوم بطرح فضلاته السائلة على جزء من أرجله بغرض تبريدها مستفيدة من تبخر الماء الذي يبرد الجلد. البحث عن تبريد الأطراف هو التعليل المتداول ولكنه يفقد معناه في أماكن عيشه الباردة. وبسبب هذه العادة، غالبا ما تغطى أرجلها بتراكمات بيضاء من حمض البول.

### الغذاء
كندور الأنديز طائر قمام، يتغذى على الجيف. يسكن الكندور البري في أراضي شاسعة، وفي كثير من الأحيان يجوب أكثر من 200 كلم (120 ميلا) في اليوم بحثا عن الجيف. في المناطق الداخلية، يفضل الجيف كبيرة. بطبيعة الحال، فهو يتغذى على جيف أكبر الحيوانات المتاحة، التي يمكن أن تشمل اللاما، والألبكة، والرية (الروحاء) والغوناق والمدرع (الأرمديل). ومع ذلك، فإن معظم الكندورات الداخلية تعيش الآن غالبا على جيف الحيوانات الداجنة، والتي تنتشر الآن بكثرة في أمريكا الجنوبية، مثل الماشية والخيول والكلاب. وتتغذى أيضا على جيف الأنواع الدخيلة مثل الخنازير البرية والأرانب والثعالب والأيائل الحمراء. النظام الغذائي الذي يتبعه الكندور الذي يعيش على الساحل، مكون أساسا من جيف الثدييات البحرية المرمية على الشاطئ، وأغلبها من الحيتان. كما يتغذى على بيض أعشاش الطيور الصغيرة التي يدأهمها.
وقد رصد اصطياد كندور الانديز لبعض الحيوانات الصغيرة الحية، مثل الطيور والقوارض والأرانب، وإن كانت تفتقر لمخالب قوية تصاد بها إلا أنها تقتلها عادة بطعنات متكررة بمنقارها. توفر المناطق الساحلية إمدادات غذائية باستمرار، وخاصة في المناطق وفيرة الحياة البرية، فيحدد كندور الأنديز أو بعضه منطقة غذائه لعدة كيلومترات من الشاطئ. أما تحديد مواقع الجيف فيتم من خلال البحث أو إتباع الحيوانات القمامة الأخرى، مثل الغرابيات أو النسور الأخرى.
فقد تتبع أنواعًا أخرى من نسور العالم الجديد (نسر الرومي والنسر الأصغر أصفر الرأس والنسر الأكبر أصفر الرأس) إلى حيث توجد إحدى الجيف. تبحث هذه النسور مستعينة بحاسة الشم، للكشف عن رائحة مركب الإيثيل، وهو الغاز المنبعث من الحيوانات النافقة عند بداية تحللها. النسور الصغيرة لا يمكنها أن تمزق الجلود الخشنة للحيوانات الكبيرة بكفاءة الكندور الكبير، لذا تنتظرها حتى تتولها هذه المهمة وتأكل كفايتها، قبل أن تأخذ نصيبها من الجيفة، في صورةٍ غالبا ما تكون مثالا على الاعتماد المتبادل بين الأنواع. النسور السوداء وملوك النسور وحتى الثدييات القمامة تتبع أحيانا نسور أصغر حجما لموقع الجيفة، ولكن الكندور هو دائما النوع المهيمن من بين القمامين في مجموعته. كندور الأنديز من المفترسين الأكلة المتقطعين في البرية، حيث يبقى في كثير من الأحيان بضعة أيام دون أكل، فيفقد بضعة أرطال من وزنه دفعة واحدة، وأحيانا يصل لدرجة عدم القدرة على الارتفاع من الأرض، لأنه غير متكيف ولا يستطيع الاصطياد على الأرض. مثل غيره من آكلات الجيف، فإنه يلعب دورا مهما في النظام البيئي من خلال التخلص من الجيف التي قد تكون مرتعا للأمراض.

### التكاثر

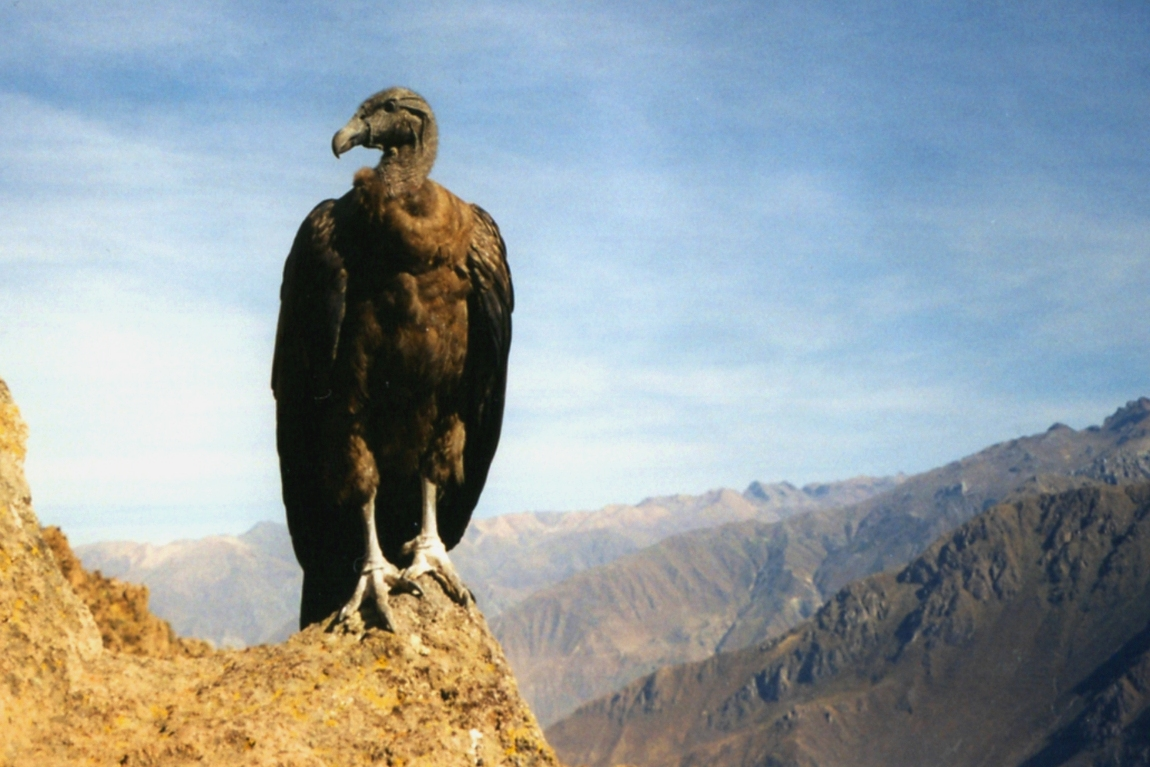
كندور أنديز يافع في وادي كولكا بالبيرو.

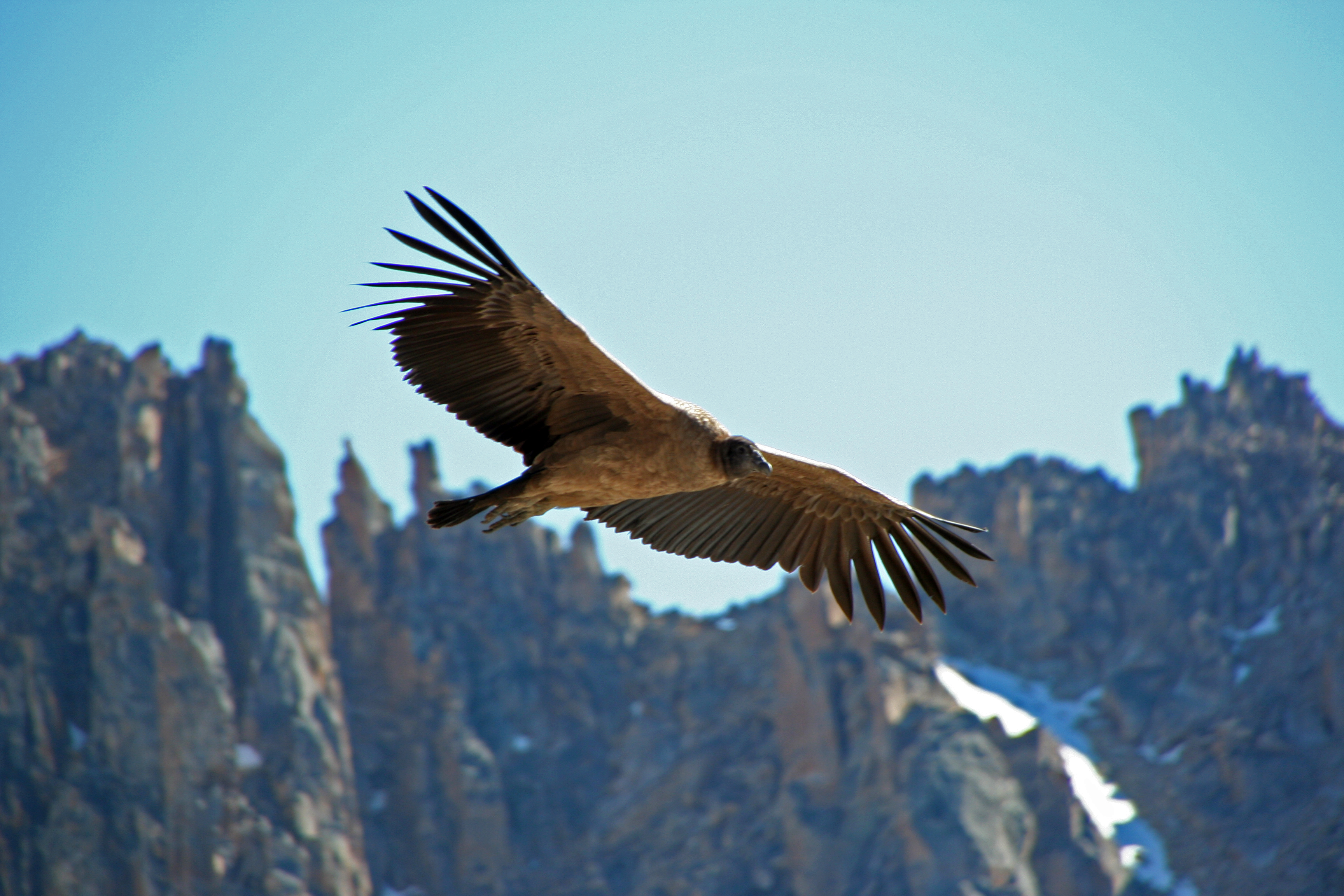
أنثى كندور أنديز يافعة في حديقة ناهويل هوباي الوطنية بالأرجنتين.

لا ينضج كندور الأنديز جنسياً ويصبح قادراً على التكاثر حتى عمر الخمسة أو الستة أعوام. وقد يتجاوز عمر هذا الطائر الكلي 50 سنة، وهو يعيش مع زوجه مدى الحياة. يحمرّ جلد رقبة الذكر في عروض التزاوج، فيتغير من الأحمر الباهت إلى الأصفر الفاقع، كما تنتفخ رقبته. ويقترب الذكر من الأنثى ماداً رقبته ومظهراً صدره وهو يهسهس، ثم يمد جناحيه ويقف منتصباً وهو ينقر بلسانه. ومن استعراضات التزاوج الأخرى الهسهسة والقرقرة مع الرفرفة بالجناحين. يفضل كندور الأنديز أن يجثم أو يتكاثر على ارتفاع 3,000 إلى 5,000 متر عن مستوى البحر، وهو يبني أعشاشه على حواف الصخور الوعرة التي يستحيل الوصول إليها مشياً على الأقدام، ويتألف عشه من بعض الأغصان التي يضعها حول بيوضه. لكن على الرغم من ذلك فإن بعض أعشاش كندور الأنديز في مناطق سواحل البيرو (حيث تندر الجروف الصخرية) تتألف ببساطة من شقوق مخفية جزئياً، تحفر بعكس اتجاه ميلان الصخور عند المنحدرات. ويضع كندور الأنديز عدداً يتراوح من بيضة واحدة إلى بيضتين بين شهري فبراير ومارس من كل عام، ويكون لونهما أبيض مزرقاً، ويبلغ وزن كل بيضة 280 غراماً، فيما يتراوح طولها من 75 إلى 100 مليمتر. وتفقس البيوض بعد فترة حضانة تدوم 54 إلى 58 يوماً، ويشارك خلالها كلا الوالدان في حضن البيض. وإذا ما فقدت البيضة أو الفرخ لسبب ما فهي تستبدل ببيضة جديدة تضعها الأنثى. ويستفيد الباحثون من هذا السلوك عند كندور الأنديز لمضاعفة معدل تكاثره في الأسر، حيث يأخذون البيضة الأولى من متناول يد الوالدين، فيضعان بيضة ثانية، وعادة ما يُسمَح لهما برعايتها في هذه المرة.
تظل طيور كندور الأنديز اليافعة مغطاة بريش رمادي حتى تصبح بحجم الطيور البالغة تقريباً. وهي تصبح قادرة على الطيران بعد ستة أشهر تقريباً من التفقيس، غير أنها تستمر بالعيش والصيد مع والديها حتى تبلغ العامين، ووقتها يحل فرخ جديد مكانها. ما من مفترسين طبيعيين لكندور الأنديز البالغ، غير أن الطيور الجارحة الكبيرة والثدييات المفترسة مثل الثعالب قد تفترس بيضه أو صغاره. هناك بنية اجتماعية قوية في مجموعات كندور الأنديز الكبيرة، غير أنه توجد منافسة بينها تحدد ترتيبها في الهرم الاجتماعي، وذلك له دور في ترتيب الأكل عند قتل فريسة مثلاً. ومن الطرق التي يحدد فيها هذا الترتيب الاستعراضات الجسدية والصوتية.

### أمد الحياة
تُعمِّر هذه الطيور طويلاً نظرً لأنها تبلغ النضج الجنسي متأخرة وليس لها من أعداء طبيعيَّة في البرية. استوفى كل من أمد حياة هذه الطيور وأسباب نفوقها كفايته من الدراسة في البريَّة، حيث أشارت بعض التقديرات إلى أن الكندور الأنديزي يُمكنُ أن يتخطى 50 عامًا في البريَّة. وفي عام 1983 أشارت موسوعة غينيس للأرقام القياسية أنَّ أطول الطيور عمرًا هو الكندور الأنديزي دون شك، بعد أن نفق أحد الطيور عن عمر يُناهز 72 سنة، أمضاها كلها في الأسر، بعد أن أُسر من البرية وهو ما يزالُ يافعًا أو غير معلوم السن. كذلك أفادت التقارير عن طائرٍ آخر سابق على الأخير عاش حتى بلغ 71 عامًا. غير أنَّ كندور آخر فاق الاثنان سالفا الذكر، وهذا الطائر ذكر دُعي «ثاو» عاش في حديقة حيوان بيردسلي في ولاية كونتيكت حتى بلغ 79 عامًا.

## العلاقة مع البشر

### التهديدات والأخطار

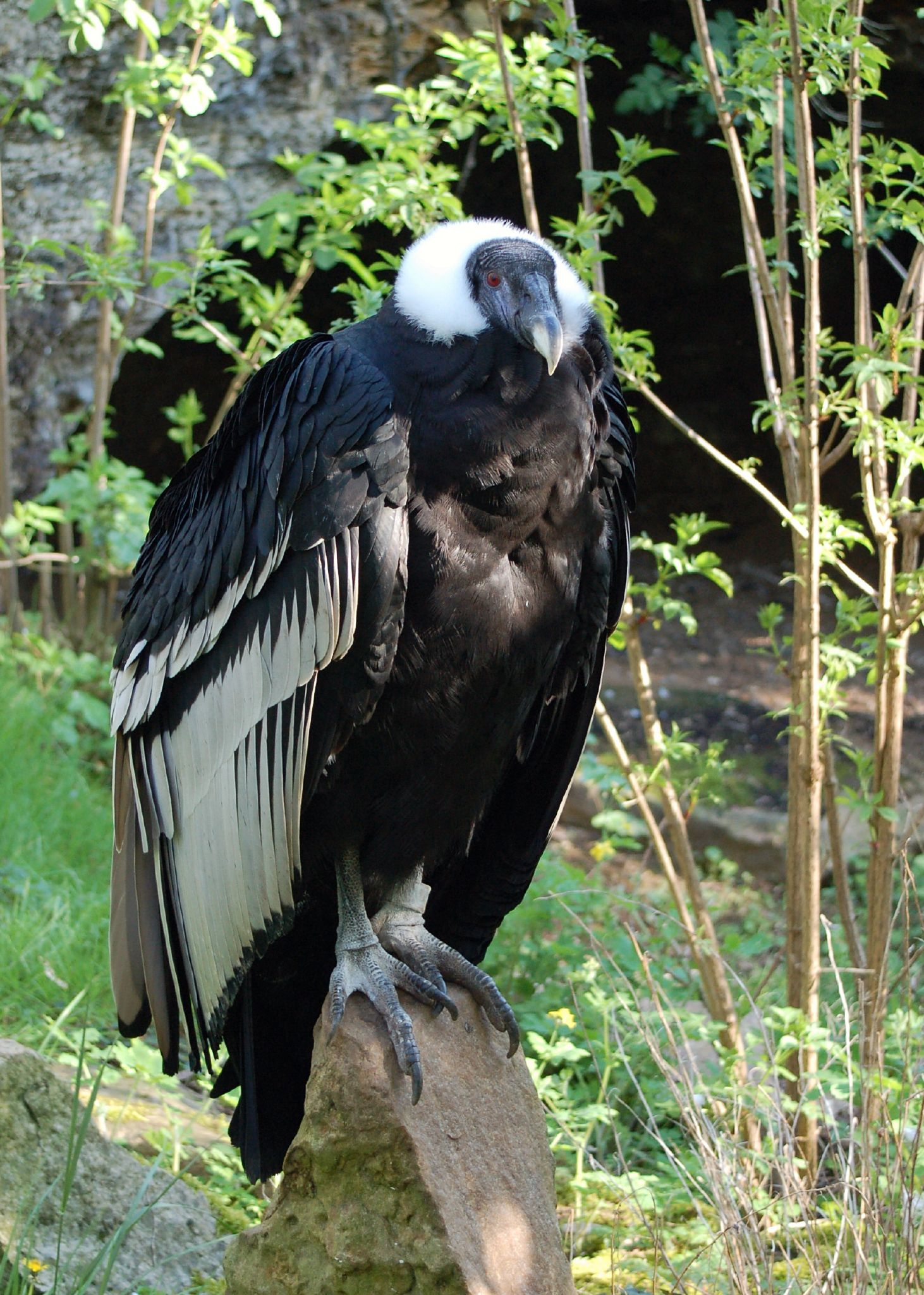
أنثى في إحدى حدائق الحيوان الفرنسية.

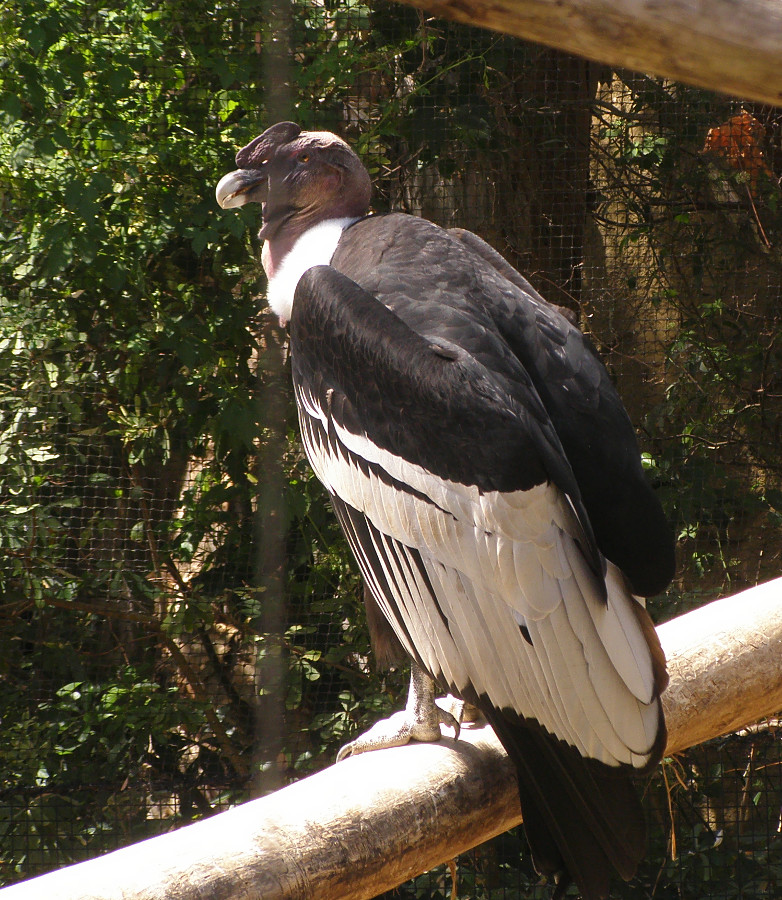
ذكر بالغ في حديقة حيوانات تارونغا الأسترالية.

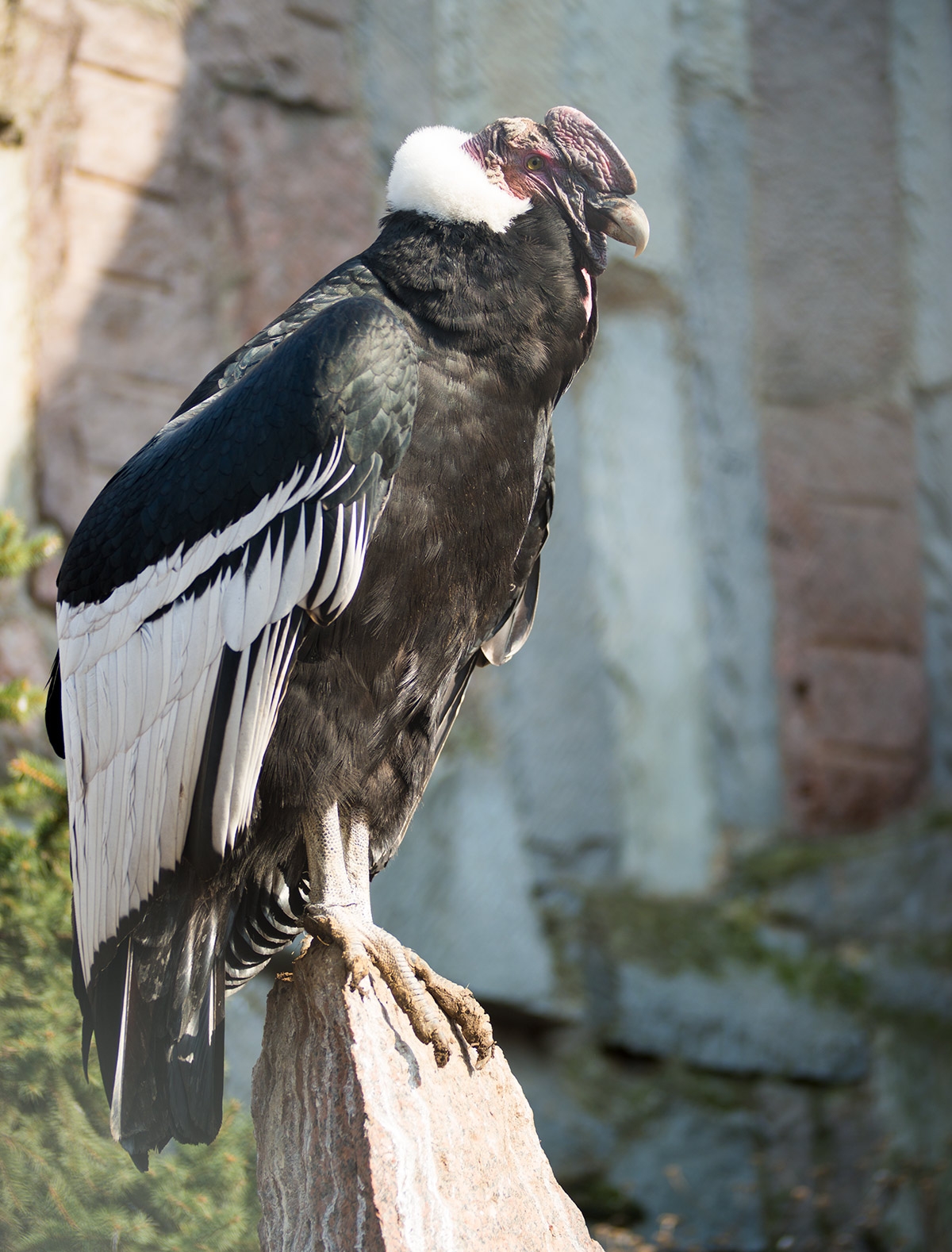
ذكر بالغ في حديقة حيوان موسكو الروسية.

يصنف الاتحاد العالمي للحفاظ على الطبيعة كندور الأنديز كنوع قريب من خطر الانقراض. وقد صنف في أول الأمر كنوع مهدد بالانقراض على قائمة الأنواع المهددة بالانقراض في الولايات المتحدة الأمريكية سنة 1970، وهي حالة تُعطَى لنوع مهدد بالانقراض في كل مناطق انتشاره الجغرافي أو في غالبيتها. ومن بين التهديدات التي تواجه كندور الأنديز تدمير بيئته الطبيعية الضرورية لحصوله على الغذاء، بالإضافة إلى التسمم من أكل جيف الحيوانات التي يقتلها الصيادون. وهو مهدد بشكل أساسي في الجزء الشمالي من مناطق تواجده، حتى أنه بات شديد الندرة في فنزويلا وكولومبيا بعد أن شهدت أعداده فيهما انخفاضاً كبيراً في السنوات الأخيرة. معدل تكاثر كندور الأنديز بطيء جداً لأنه متكيف على قلة نسبة وفياته، مما يجعله شديد الحساسية للتخريب البشري، ككثرة الصيد أو تدمير البيئة، وينبع الاستهداف البشري له من أن المزارعين يعدونه تهديداً لهم بسبب هجماته المزعومة على الماشية. وقد أقيمت بعض البرامج التوعوية للتنبيه إلى هذا التصور الخاطئ ومعالجته. كما جرت برامج إعادة استقدام لكندور الأنديز إلى المناطق التي انقرض فيها عن طريق إعادة إكثاره في الأسر بحدائق حيوانات أمريكا الشمالية، ثم إطلاقه في البرية لزيادة أعداده بها. وقد أعيد استقدام الطائر حتى الآن إلى دول فنزويلا وكولومبيا والأرجنتين، بعد أن كانت قد أطلقت أولى طيور كندور الأنديز المكثرة في الأسر إلى البرية في سنة 1989. عند إكثار كندور الأنديز في الأسر يحرص على أن لا يحتك بالبشر إلى بالحد الأدنى، فتطعم الفراخ بدمى جورب تشبه في شكلها كندور الأنديز البالغ لمنعها من التطبيع على البشر، وهو ما قد يعرضهم للخطر عند إطلاقهم حيث لن يكونوا حذرين من الاقتراب من البشر. ويُبقَى الطائر في القفص لثلاثة شهور قبل إطلاقه، يتأقلمون خلالها مع بيئة مشابهة للتي سيُطلَقون إليها. وتتابع الطيور المطلقة إلى البرية باستخدام السواتل لرصد حركاتها والتأكد مما إذا كانت لا تزال على قيد الحياة.
بدأت المؤسسة الأمريكية للأسماك والحياة البرية في سنة 1988 على إثر أسر كل الطيور الباقية في البرية من كندور كاليفورنيا بترجبة إعادة استقدام، تشمل إطلاق طيور كندور أنديز مأسورة إلى البرية في ولاية كاليفورنيا الأمريكية. ولم تُطلَق سوى الإناث لضمان عدم إمكانية استقدام نوع كندور الأنديز جنوب الأمريكي إلى الولايات المتحدة بالخطأ. وقد نجحت التجربة، وأعيد أسر كل طيور كندور الأنديز في كاليفورنيا مجدداً ثم أطلقت في أمريكا الجنوبية قبل بدء إعادة استقدام كندور كاليفورنيا.

### في الثقافة الإنسانية

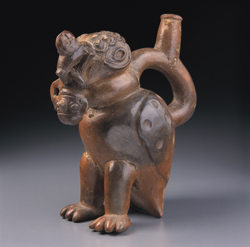
قطعة فخاريَّة قديمة تمثل كندورًا.

يُعد كندور الأنديز رمزًا وطنيًا في الأرجنتين، وبوليفيا، وتشيلي، وكولومبيا، والأكوادور، وبيرو. وهو الطائر الوطني لكل من بوليفيا، وشيلي، وكولومبيا، والإكوادور. وهو يلعب دورًا مهما في التراث الشعبي والأساطير في مناطق الأنديز بأمريكا الجنوبية، وكان ممثلاً في الفن الأنديزي منذ 2500 سنة قبل الميلاد وما بعده، وهو جزء من أديان الأنديزيين الأصليين. وفي ميثولوجيا الأنديز، كان يرتبط مع إله الشمس، وكان يعتقد بأنه حاكم العالم العلوي. ويعتبر كندور الأنديز رمزًا للقوة والصحة في الكثير من ثقافات الأنديز، وكان يعتقد أن عظامه وأعضائه الحيوية ذات خصائص طبية، مما أدى، وما زال يؤدي أحيانًا، إلى صيدها وقتلها من أجل الحصول على عظامها وأعضائها. في بعض الروايات عن مصارعة الثيران في بيرو، يُربط كندور الأنديز بالجزء الخلفي من الثور، حيث يستمر بنقر الثور طيلة مُصارعته من قِبل المُصارع، وفي الغالب ينجو الطائر ويتخطى المصارعة ثم يُطلق سراحه في البرية.
في بيرو، من الشائع إطلاق النار على كوندور الأنديز. وهناك أيضًا احتفالات معروفة باسم «بدء الكندور» (بالإسبانية: Arranque del condor)‏ التي يتم فيها تعليق كندور حي من إحدى أطرافه، ويتم لكمه حتى الموت على يد الفرسان وهم يركبون خيولهم.
كندور الأنديز هو أكثر الكائنات شيوعًا على الطوابع في الكثير من البلدان، فقد ظهر على طوابع في كل من: الإكوادور في عام 1958، والأرجنتين في عام 1960، وبيرو في 1973، وبوليفيا في عام 1985، وكولومبيا في عام 1992، وتشيلي في عام 2001، وفنزويلا في عام 2004. ووقد ظهر أيضًا على القطع النقدية والأوراق النقدية في كولومبيا وتشيلي. وظهر في العديد من شعارات النبالة التابعة لدول الأنديز كرمز لجبال الأنديز.

## معرض الصور

شعار النبالة الأول لبيرو.
شعار النبالة لبوليفيا.
شعار النبالة لتشيلي.
شعار النبالة لكولومبيا.
شعار النبالة للإكوادور.
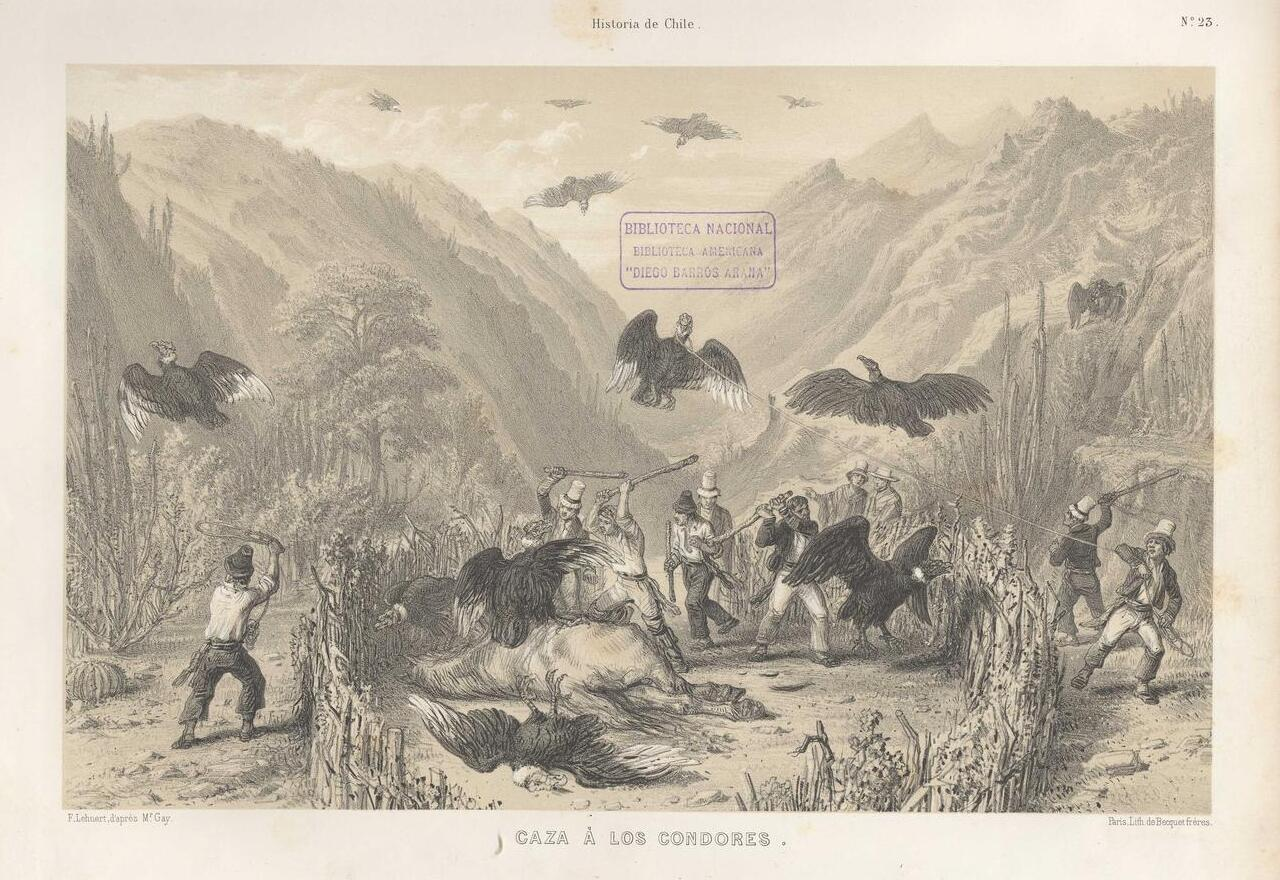
صيد الكوندور في تشيلي في القرن التاسع عشر.
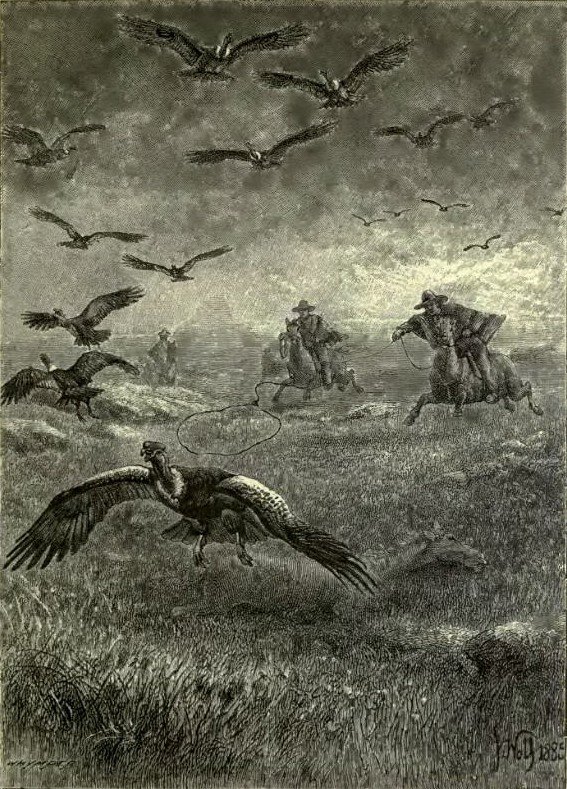
لابسي الغاوتشو يصطادون الكندور بحبال الصيد (تصوير 1895).
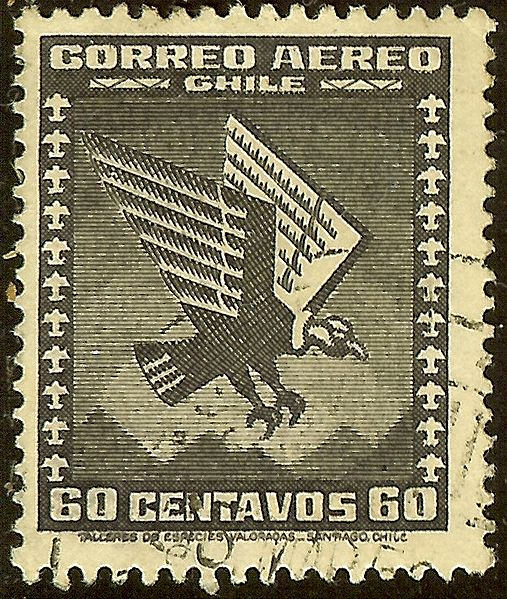
طابع من التشيلي يرقى لعام 1935.
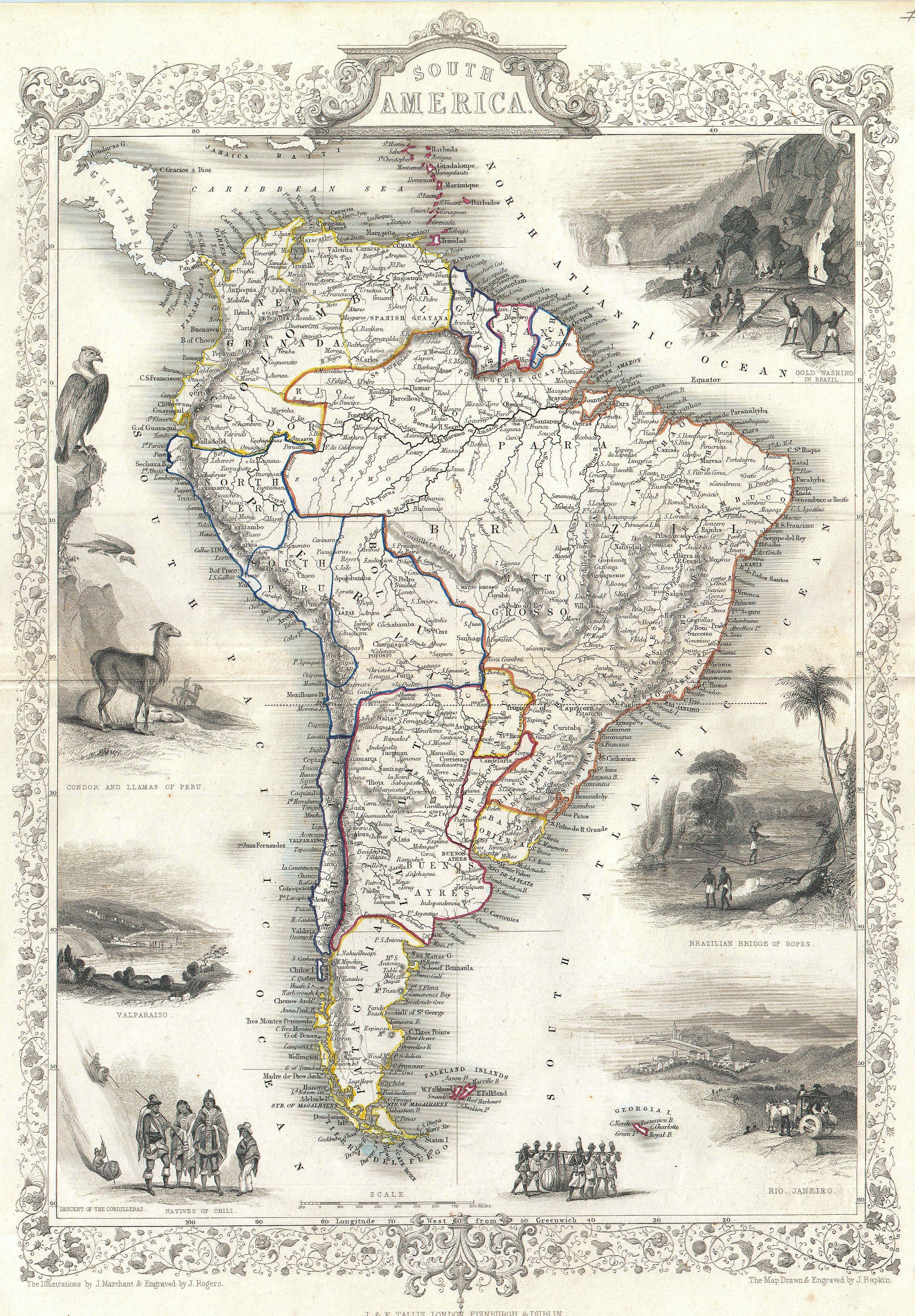
كندور أنديزي يظهر على جانب خريطة لأمريكا الجنوبيَّة من عام 1850، بوصفه أحد رموز تلك القارة.

### قائمة
- قائمة الطيور الوطنية

### مقالات أخرى
- كندور كاليفورنيا
- نسور العالم الجديد
- نسر الرومي
- ملك النسور

## كتب ومصادر
- (بالإنجليزية) Cisneros-Heredia, Diego F. (2006): Notes on breeding, behaviour and distribution of some birds in Ecuador. Bulletin of the British Ornithologists' Club 126(2): 153–164.
- (بالإنجليزية) Ericson، P. G.P؛ Anderson، C. L؛ Britton، T.؛ Elzanowski، A.؛ Johansson، U. S؛ Kallersjo، M.؛ Ohlson، J. I؛ Parsons، T. J؛ Zuccon، D. (2006). "Diversification of Neoaves: Integration of molecular sequence data and fossils". Biology Letters. ج. 2 ع. 4: 543–7. DOI:10.1098/rsbl.2006.0523. PMC:1834003. PMID:17148284.; PDF preprint Electronic Supplementary Material
- (بالإنجليزية) Ferguson-Lees, James & Christie, David A. (2001): Raptors of the World. Houghton Mifflin, Boston. ISBN 0-618-12762-3
- (بالإنجليزية) Fisher, Harvey L. (1944): The skulls of the Cathartid vultures. Condor 46(6): 272–296. PDF fulltext
- (بالإنجليزية) Charles Sibley & Jon Edward Ahlquist ([1991]): Phylogeny and Classification of Birds: A Study in Molecular Evolution. Yale University Press, New Haven, CT. ISBN 0-300-04085-7
- (بالإنجليزية) Sibley, Charles Gald & Monroe, Burt L. Jr. (1990): Distribution and taxonomy of the birds of the world: A Study in Molecular Evolution. Yale University Press, New Haven, CT. ISBN 0-300-04969-2
- (بالإنجليزية) South American Classification Committee (SACC) (2007): A classification of the bird species of South America. نسخة: 2007-09-21. تاريخ الولوج: 2007-09-23.

## وصلات خارجية
- كوندور الإنديز - مدونة الحياة البرية.
- حقائق عن الموائل الطبيعية للنسور: كندور الأنديز.
- ARKive – صور وأفلام عن الكندور الأنديزي (Vultur gryphus).
- فيديو عن الكندورات البيروفية.
- فيديوهات عن كندور الأنديز على موقع مجموعة الطيور على شبكة الإنترنت.
- العلماء يعملون على إعادة نشر الكندورات في سماء كولومبيا – مقاطع عرضية من جريدة لوس أنجلوس تايمز.
- إيكولوجيَّة الكندورات